# Collas

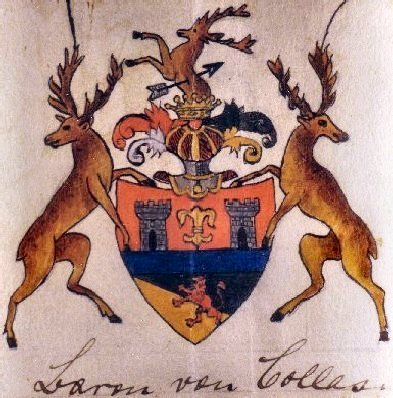
Het wapen van Collas.

Collas is de naam die verwijst naar een oud adelgeslacht uit Normandië (Frankrijk) dat met Louis de Collas (1390-1458), grondbezitter van Rameille en Lincour, raadskanselier en kamerheer bij Anton Graaf van Vaudémont (Hertog van Lotharingen) als eerste opduikt in officiële documenten en waarmee met hem de directe stamboom begint.
Haar Duitse oorsprong vindt de familie in 1701 in Oost-Pruisen met John von Collas (Jean de Collas) die in 1685 na het opheffen van het Edict van Nantes door het Edict van Fontainebleau (18 oktober 1685) met vader Antoine († 1693) en broers en zussen als vervolgde hugenoten door hun band met prins Willem I van Oranje (1650-1702) via Nederland moesten vluchten en via Londen naar Oost-Pruisen kwamen.  Antoine von Collas was een vertrouweling en goede vriend van de prins van Oranje.

## Familieleden
- John von Collas (1678-1753), ook wel Johann von Collas of Jean de Collas, hugenoot, Franse emigrant (1688) in Londen, tot 1701 in Oost-Pruisen, Pruisische architect en geleerde, lid van de Wetenschapsacademie in Londen en Berlijn
- Paul Baron von Collas (1841-1910), Gouverneur van Mainz en Pruisische generaal
- Karl von Collas (1869-1940), Hongaarse staatssecretaris, ereburger van Sarajevo
- Oskar Baron von Collas (1832-1889), Pruisische generaal-majoor
- Johann Jakob von Collas (1721-1792), Pruisische majoor en landeigenaar

De afstammelingen van de verschillende takken van het adelgeslacht Collas bevinden zich nu voornamelijk in Frankrijk, België en Duitsland.